# آخرین رقص (فیلم ۱۹۴۱)
آخرین رقص (ایتالیایی: L'ultimo ballo) یک فیلم کمدی تلفنی بیانچی به کارگردانی کامیلو ماستروچینکوئه است که در سال ۱۹۴۱ منتشر شد. این فیلم همگام با سنت فیلم‌های تلفنی بیانچی است که در دوران فاشیسم ایتالیا محبوبیت داشت.

## گزیدهٔ بازیگران
- السا مرلینی
- آمدئو ناتزاری
- رناتو چالنته
- پائولو استوپا
- مارگریتا بانی
- نریو برناردی
- آرماندو میلیاری
- لوئیزا گارلا
- ناندو تامبرلانی
- انریکو لوتسی
- ویتوریا مونگاردی